# Гросвайчен
Гросвайчен (нем. Großweitzschen) — община в Германии, в земле Саксония. Подчиняется административному округу Хемниц. Входит в состав района Средняя Саксония. Население составляет 3048 человек (на 31 декабря 2010 года). Занимает площадь 44,52 км².
Коммуна подразделяется на 24 сельских округа.